# جهاد مقدسي
جهاد مقدسي دبلوماسي سوري، كُلف بمهام المتحدث السابق ومدير إدارة الإعلام في وزارة الخارجية السورية بين أكتوبر 2011 وحتى 3 ديسمبر 2012.

## حياته
ولد مقدسي لعائلة مسيحية عام 1974 من دمشق، تخرج من ثانوية النور في دمشق، ثم من المدرسة الوطنية للإدارة في باريس، فرنسا.
حصل على درجة الماجستير في الدبلوماسية والعلاقات الدولية عام 2009 من جامعة وستمنستر في المملكة المتحدة.
حصل على درجة الدكتوراه في دراسات الإعلام من الجامعة الأميركية في لندن.
عمل عام 2000 في السفارة السورية في واشنطن العاصمة. كما عمل في السفارة السورية في لندن لمدة خمس سنوات.
استدعي إلى دمشق في فترة اندلاع الاحتجاجات المطالبة بإسقاط نظام الرئيس بشار الأسد منتصف مارس 2011.
أعلنت رويترز يوم 3 ديسمبر 2012 انشقاق مقدسي عن نظام بشار الأسد. ووصول مقدسي إلى بيروت في طريقه إلى دبي التي سيستقر فيها لكن لم يتم تأكيد خبر انشقاقه وتداولت بعض وسائل الأعلام عن اقالته أو استقالته ولم يظهر منذ إعلان خبر انشقاقه .